# فرودگاه سنت اندروز
فرودگاه سنت اندروز (به انگلیسی: St. Andrews Airport) (به زبان بومی: Winnipeg/St. Andrews Airport) یک فرودگاه همگانی باربری است که یک باند فرود آسفالت دارد و طول باند آن ۸۷۸ متر است. این فرودگاه در کشور کانادا قرار دارد و در ارتفاع ۲۳۲ متری از سطح دریا واقع شده است.